# Yamasá
Yamasá ist eine Gemeinde in der Dominikanischen Republik. Sie ist eine der fünf Gemeinden der Provinz Monte Plata und hat 12.716 Einwohner (Zensus 2010) in der städtischen Siedlung. In der Gemeinde Yamasá leben 55.348 Einwohner. Der Río Ozama fließt durch die Gemeinde.

## Gliederung
Die Gemeinde Yamasá besteht aus drei Bezirken:
- Yamasá
- Los Botados
- Mama Tingó

## Geschichte
Die Siedlung wurde im Jahr 1859 mit der Ankunft von María Matilde Estévez gegründet. Sie kam aus Villa Mella, bei ihrer Ankunft ließ sie sich in der Nähe eines kleinen Baches mit kurzer Mündung zum Fluss Yamasá nieder.